# Cesare Nosiglia
Cesare Nosiglia (ur. 5 października 1944 w Rossiglione niedaleko Genui) – włoski duchowny katolicki, arcybiskup Turynu w latach 2010–2022.

## Życiorys
Święcenia kapłańskie przyjął 29 czerwca 1968 z rąk biskupa Giuseppe Dell’Omo i został inkardynowany do diecezji Acqui. Po przyjęciu święceń kapłańskich kontynuował studia w Rzymie na Papieskim Uniwersytecie Laterańskim, uzyskując licencjaty kanoniczne z teologii i Pisma Świętego. Pracował jako wikariusz w dwóch parafiach rzymskich. W latach 1986–1991 był dyrektorem Krajowego Biura Katechetycznego Konferencji Episkopatu Włoch.
6 lipca 1991 został mianowany biskupem pomocniczym diecezji rzymskiej ze stolicą tytularną Victoriana. Sakry biskupiej udzielił mu kardynał Camillo Ruini. 19 lipca 1996 mianowany wiceregentem Wikariatu Rzymskiego i podniesiony do godności arcybiskupa.
6 października 2003 został mianowany przez Jana Pawła II biskupem Vicenzy zachowując tytuł arcybiskupa. W latach 2010–2015 był zastępcą przewodniczącego Episkopatu Włoch.
11 października 2010 Benedykt XVI mianował go arcybiskupem Turynu. Ingres odbył się 21 listopada 2010.
19 lutego 2022 papież Franciszek przyjął jego rezygnację z racji na przekroczenie wieku emerytalnego.
Tradycyjnie jako arcybiskup Turynu był również kustoszem Całunu Turyńskiego.